# آنتونا کولناگو فرانته
آنتونا کولناگو فرانته (کرواتی: Ferante Colnago; ۱۱ ژوئیهٔ ۱۹۰۷ – ۱۵ مهٔ ۱۹۶۹) بازیکن فوتبال اهل یوگسلاوی بود.
از باشگاه‌هایی که در آن بازی کرده‌است می‌توان به باشگاه فوتبال راپید بخارست، باشگاه فوتبال المپیک مارسی، و باشگاه فوتبال کنکوردیا اشاره کرد.
وی همچنین در تیم ملی فوتبال یوگسلاوی بازی کرده‌است.